# Ma Ya
Ma Ya е вторият албум на малийския китарист и певец, Хабиб Коите и на групата му, Бамада.

## Списък на песните
1. „Wassiyé“ – 4:47
2. „Ma Ya“ – 5:27
3. „Bitile“ – 5:55
4. „Sirata“ – 5:28
5. „Foro bana“ – 5:13
6. „Sarayama“ – 5:04
7. „Kumbin“ – 4:35
8. „Mara Kaso“ – 5:09
9. „Pula Ku“ – 4:24
10. „Komine“ – 5:00
11. „I Mada“ – 5:52
12. „Massane Cisse“ – 3:50